# 4H busz (Szombathely)
A szombathelyi 4H jelzésű hivatásforgalmi autóbusz az Oladi városrész, autóbusz-váróterem és a BPW-Hungária Kft. megállóhelyek között közlekedik. A vonalat a Blaguss Agora üzemelteti. A buszokra csak az első ajtón lehet felszállni.

## Története
2018. február 1-től hétvégén is közlekedik.
2022. augusztus 1-től a BPW-Hungária Kft.-től 14:35-kor induló járat útvonala meghosszabbításra az Aranypatak lakóparkig, így kiszolgálva az iskolás gyermekek hazajutását.

## Közlekedése
Minden nap közlekedik a reggeli, a délutáni és az esti műszakok előtt, vasárnaponként viszont csak egy járat indul az Oladi városrész felé. A BPW-Hungária Kft.-től 14:35-kor induló járat az Oladi városrész után továbbközlekedik az Aranypatak lakóparkig.

## Útvonala
| BPW-Hungária Kft. felé | Oladi városrész, autóbusz-váróterem felé |
| --- | --- |
| Oladi városrész, autóbusz-váróterem - Faludi Ferenc utca - Gazdag Erzsi utca - Kassák Lajos utca - Kodály Zoltán utca - Váci Mihály utca - Paragvári utca - Szűrcsapó utca - Rohonci út - Magyar László utca - Brutscher József utca - Sörház utca - Hollán Ernő utca - Kiskar utca - Bürü utca - Sorok utca - Károly Róbert utca - Szent Gellért utca - Körmendi út - - BPW-Hungária Kft. | BPW-Hungária Kft. - - Körmendi út - Szent Gellért utca - Károly Róbert utca - Sorok utca - Bürü utca - Kiskar utca - Hollán Ernő utca - Sörház utca - Petőfi Sándor utca - Rohonci út - Szűrcsapó utca - Paragvári utca - Váci Mihály utca - Kodály Zoltán utca - Kassák Lajos utca - Faludi Ferenc utca - Oladi városrész, autóbusz-váróterem |

## Megállói
| 4H (Oladi városrész, autóbusz-váróterem – BPW-Hungária Kft.) | 4H (Oladi városrész, autóbusz-váróterem – BPW-Hungária Kft.) | 4H (Oladi városrész, autóbusz-váróterem – BPW-Hungária Kft.)                      | 4H (Oladi városrész, autóbusz-váróterem – BPW-Hungária Kft.) | 4H (Oladi városrész, autóbusz-váróterem – BPW-Hungária Kft.) | 4H (Oladi városrész, autóbusz-váróterem – BPW-Hungária Kft.) | 4H (Oladi városrész, autóbusz-váróterem – BPW-Hungária Kft.) | 4H (Oladi városrész, autóbusz-váróterem – BPW-Hungária Kft.) |
| Perc (↓)                                                     | Perc (↓)                                                     | Megállóhely                                                                       | Perc (↑)                                                     | Perc (↑)                                                     | Átszállási lehetőségek                                       | Fontosabb létesítmények |                                                              |
| ------------------------------------------------------------ | ------------------------------------------------------------ | --------------------------------------------------------------------------------- | ------------------------------------------------------------ | ------------------------------------------------------------ | ------------------------------------------------------------ | --- | ------------------------------------------------------------ |
| 0                                                            | 0                                                            | Oladi városrész, autóbusz-váróterem                                               | 24                                                           | 20                                                           | 5H, 10H, 24, 30Y                                             | |                                                              |
| 1                                                            | 1                                                            | TESCO szupermarket                                                                | 23                                                           | 19                                                           | 5, 5H, 9, 10H, 24, 30Y                                       | TESCO Szupermarket |                                                              |
| 2                                                            | 2                                                            | Nagy László utca                                                                  | 22                                                           | 18                                                           | 5, 5H, 9, 10H, 24, 30Y                                       | Batthyány-Strattmann László és Fatimai Szűz Mária templom |                                                              |
| 3                                                            | 3                                                            | Oladi iskolák (Korábban: Oladi Művelődési és Oktatási Központ)                    | 21                                                           | 17                                                           | 5, 5H, 9, 10H, 24, 30Y                                       | Oladi Művelődési és Oktatási Központ, Simon István utcai Általános Iskola, Teleki Blanka Szakközép és Szakiskola |                                                              |
| 5                                                            | 4                                                            | Szolgáltatóház (Váci Mihály utca) (Korábban: Váci Mihály utca (MATCH))            | 20                                                           | 16                                                           | 2A, 2C, 5, 5H, 9, 10H, 22, 25                                | |                                                              |
| 6                                                            | 5                                                            | Váci Mihály Általános Iskola                                                      | 19                                                           | 15                                                           | 2A, 2C, 5, 5H, 9, 10H, 22, 25                                | Váci Mihály Általános Iskola, Fiatal Házasok Otthona, Mocorgó Óvoda |                                                              |
| 7                                                            | 6                                                            | Művészeti Gimnázium (Szűrcsapó utca) (↓) Művészeti Gimnázium (Paragvári utca) (↑) | 18                                                           | 14                                                           | 2A, 2C, 5, 5H, 9, 10H, 12, 20A, 20C, 21, 22, 24, 25          | Művészeti Gimnázium |                                                              |
| 8                                                            | 7                                                            | Derkovits Gyula Általános Iskola (Korábban: Szabó Miklós utca)                    | 17                                                           | 13                                                           | 5, 5H, 9, 10H, 20A, 20C, 24, 29A, 29C                        | Derkovits Gyula Általános Iskola |                                                              |
| 9                                                            | 8                                                            | Derkovits bevásárlóközpont                                                        | 16                                                           | 12                                                           | 5, 5H, 9, 10H, 20A, 20C, 24, 29A, 29C                        | Derkovits Bevásárlóközpont, Órásház, Bolyai János Gyakorló Általános Iskola és Gimnázium |                                                              |
| 10                                                           | 9                                                            | Órásház                                                                           | 15                                                           | 11                                                           | 2A, 2C, 5, 5H, 9, 10H, 20A, 20C, 22, 29A, 29C, 30Y           | Órásház, Derkovits Bevásárlóközpont, Bolyai János Gyakorló Általános Iskola és Gimnázium |                                                              |
| 11                                                           | 10                                                           | Haladás pálya                                                                     | 13                                                           | 10                                                           | 5, 5H, 9, 10H, 30Y                                           | Haladás Sportkomplexum |                                                              |
| 13                                                           | 12                                                           | Autóbusz-állomás (Sörház utca)                                                    | 11                                                           | 8                                                            | 1U, 5, 5H, 7H, 9, 10H, 23, 27, 27A, 30Y                      | Autóbusz-állomás, Ady Endre tér, Tűzoltóság, Régi börtön, Megyei Művelődési és Ifjúsági Központ, Kereskedelmi és Vendéglátói Szakközépiskola, Puskás Tivadar Szakképző Iskola, Romkert, Weöres Sándor Színház, Brenner János Általános Iskola |                                                              |
| 15                                                           | 13                                                           | Nyomda                                                                            | 9                                                            | 7                                                            | 1U, 5H, 7, 7H, 9, 10H, 23, 27, 27A, 30Y                      | Nyomda, Óperint Üzletház, Smidt Múzeum, Kiskar utcai rendelő, Székesegyház, Megyeháza, Püspöki Palota, Nyugat Magyarországi Egyetem D Épület, Levéltár                                                                                        |                                                              |
| 16                                                           | 14                                                           | Juhász Gyula utca                                                                 | 7                                                            | 5                                                            | 23                                                           | Sabaria Cipőgyár |                                                              |
| 17                                                           | 15                                                           | Waldorf iskola (Korábban: Fiatal Házasok Otthona)                                 | 5                                                            | 4                                                            | 2A, 2C, 6, 6H, 8H, 12, 20A, 20C, 21, 23, 29A, 29C            | Apáczai Waldorf Általános Iskola, Fiatal Házasok Otthona, SAVARIA PLAZA |                                                              |
| 18                                                           | 16                                                           | Szent Gellért utca 64.                                                            | 4                                                            | 3                                                            | 2A, 2C, 6, 6H, 8H, 12, 20A, 20C, 21, 23, 29A, 29C            | |                                                              |
| 20                                                           | 17                                                           | VOLÁNBUSZ Zrt. (Korábban: ÉNYKK Zrt., mégkorábban: VASI VOLÁN Zrt.)               | 2                                                            | 1                                                            | 6, 6H, 23                                                    | VOLÁNBUSZ Zrt., INTERSPAR |                                                              |
| 22                                                           | 19                                                           | BPW-Hungária Kft. (Korábban: Futóműgyár)                                          | 0                                                            | 0                                                            |                                                              | BPW-Hungária Kft., Szennyvíztelep |                                                              |